# Alexa Sulyán
Alexa Sulyán (* 17. April 2005 in Budapest) ist eine ungarische Leichtathletin, die sich auf den Sprint spezialisiert hat.

## Sportliche Laufbahn
Erste internationale Erfahrungen sammelte Alexa Sulyán im Jahr 2022, als sie bei den U18-Europameisterschaften in Jerusalem mit 24,45 s in der Vorrunde im 200-Meter-Lauf ausschied und mit der ungarischen Sprintstaffel (1000 Meter) mit 2:13,43 min den Finaleinzug verpasste. Im Jahr darauf wurde sie bei der 2. Liga der Team-Europameisterschaft im Zuge der Europaspiele in Chorzów in 23,25 s Zweite über 200 Meter und siegte mit der 4-mal-100-Meter-Staffel in 43,49 s. Anschließend gewann sie bei den U20-Europameisterschaften in Jerusalem in 24,26 s die Silbermedaille, ehe sie bei den Heimweltmeisterschaften in Budapest mit 23,47 s im Vorlauf ausschied. Bei den World Athletics Relays 2024 in Nassau wurde sie in 44,04 s Dritte im B-Lauf in der 2. Qualifikationsrunde über 4-mal 100 Meter und verpasste somit die Direktqualifikation für die Olympischen Sommerspiele in Paris. Anschließend schied sie bei den Europameisterschaften in Rom mit 23,42 s im Halbfinale über 200 Meter aus und verpasste im Staffelbewerb mit 43,70 s den Finaleinzug. Im August schied sie bei den U20-Weltmeisterschaften in Lima mit 23,96 s im Halbfinale über 200 Meter aus. 2025 wurde sie bei der 1. Liga der Team-Europameisterschaft in Madrid in 43,33 s Zweite im B-Lauf über 4-mal 100 Meter, ehe sie bei den U23-Europameisterschaften in Bergen mit 23,72 s im Semifinale über 200 Meter ausschied.
In den Jahren 2021 und 2023 wurde Sulyán ungarische Meisterin in der 4-mal-100-Meter-Staffel. Zudem wurde sie 2025 Hallenmeisterin über 200 Meter.

## Persönliche Bestzeiten
- 100 Meter: 11,51 s (+0,3 m/s), 22. Juni 2024 in Brünn
  - 60 Meter (Halle): 7,41 s, 1. Februar 2025 in Budapest
- 200 Meter: 23,12 s (+0,4 m/s), 8. Juni 2023 in Budapest (ungarischer U20-Rekord)
  - 200 Meter (Halle): 23,38 s, 23. Februar 2025 in Nyíregyháza (ungarischer Rekord)